# Caulibugula bocki
Caulibugula bocki är en mossdjursart som beskrevs av Silén 1941. Caulibugula bocki ingår i släktet Caulibugula och familjen Bugulidae. Inga underarter finns listade i Catalogue of Life.